# Чеснота на показ
Чеснота на показ, або показушна чеснота, фальшива чеснота, демонстрація чесноти (англ. virtue signalling) — це зневажливий термін для позначення дій, спрямованих на демонстрацію існування своєї моральності, наприклад, шляхом висловлення думок, які вважаються загальноприйнятними, часто в соціальних мережах або в мережі Інтернет. Відповідний англомовний термін часто використовується для того, щоб припустити, що такі висловлювання є нещирими. Українською мовою частіше використовується схоже за змістом поняття показушності як демонстрації нещирих почуттів.

## Визначення та використання
Одним з прикладів чеснот на показ вважається так званий грінвошинг — оманливі заяви корпорацій про те, що її продукція або політика є більш дружньою до природи, ніж так є насправді.

## Історія вживання терміна
Британський журналіст Джеймс Бертолом'ю заявляє про перше використання терміна «virtue signalling» в зневажливому тоні 2015 року у статті для Spectator.

## Приклади
- Вадим Фульмахт у своїй статті для Zaxid.net припустив, що прикладом показушної чесноти є «…коли ти весь у вишиванках і розмахуєш синьо-жовтим прапором, посилаєш куди подалі „російський корабель“, збираючи лайки.»[5]
- Олег Супруненко у статті для iq.net.ua написав, що «… яскравим проявом явища „virtue signalling“ у вітчизняних соцмережах є хизування стосами книжок, придбаних на популярних ярмарках»[6]